# Khoảng cách giữa chúng ta
Khoảng cách giữa chúng ta (tên gốc tiếng Anh: The Space Between Us) là một phim điện ảnh lãng mạn khoa học viễn tưởng của Mỹ năm 2017 do Peter Chelsom đạo diễn và Allan Loeb biên kịch dựa trên nguyên tác cốt truyện của Stewart Schill, Richard Barton Lewis và Loeb. Phim có sự tham gia diễn xuất của Gary Oldman, Asa Butterfield, Britt Robertson và Carla Gugino, với nội dung xoay quanh câu chuyện về một cậu bé được sinh ra và lớn lên tại Sao Hỏa đang cố gắng tìm đường trở về Trái Đất.
Quá trình quay phim chính được bắt đầu diễn ra từ ngày 14 tháng 9 năm 2015 tại Albuquerque, New Mexico. Phim được chính thức công chiếu vào ngày 3 tháng 2 năm 2017 bởi STX Entertainment tại Mỹ và sau đó vào ngày 24 tháng 3 năm 2017 tại Việt Nam. Phim nhận được nhiều ý kiến đánh giá tiêu cực từ giới phê bình chuyên môn và được coi là một bom xịt phòng vé khi chỉ thu về 14,8 triệu USD so với mức kinh phí sản xuất là 30 triệu USD.

## Cốt truyện
Trong tương lai gần, Nathaniel Shepard, CEO của Genesis, tiến hành sứ mệnh định cư đầu tiên trên Sao Hỏa. Trong cuộc hành trình, phi hành gia trưởng, Sarah Elliot, đã phát hiện ra mình đang mang thai. Ngay sau khi đáp xuống Sao Hỏa, cô qua đời do sản giật sau khi hạ sinh ra đứa bé đầu tiên được sinh ra trên Sao Hỏa. Không ai biết cha đứa bé là ai. Trong tình trạng tiến thoái lưỡng nan này, Nathaniel quyết định giữ bí mật về đứa trẻ nhằm tránh các thiệt hại về danh tiếng cho công ty.
16 năm sau, Gardner Elliot đã trở thành một cậu bé thông minh và ham học hỏi, và cậu chỉ sống với 14 người khác trên Sao Hỏa với điều kiện nuôi dưỡng khác biệt. Một ngày, vì muốn tìm hiểu về mẹ mình, cậu đã hack vào robot Centaur mà cậu từng giúp đỡ chế tạo nên nhằm truy cập vào kho chứa của phi thuyền. Tại đây cậu đã tìm được thông tin về mẹ mình, cùng với đó là một chiếc nhẫn cưới và một ổ USB có chứa một đoạn video có mặt cô cùng một người đàn ông trên bãi biển. Nghĩ rằng người đàn ông đó là cha của mình, Gardner bắt đầu cuộc hành trình tìm kiếm ông ở Trái Đất.
Gardner đăng nhập vào một phòng chat trực tuyến, nơi cậu đã có một mối quan hệ trực tuyến với Tulsa, một cô gái sống đường phố thông minh đến từ Colorado, đang liên tục bị xáo trộn cuộc đời bởi hết người nhận nuôi này đến người nhận nuôi khác. Dưới danh nghĩa sống giới hạn trong một căn hộ penthouse do vấn đề sức khỏe thiếu xương, hai người thảo luận kế hoạch của họ cho tương lai. Gardner hứa hẹn một ngày nào đó cậu sẽ đến gặp cô bé. Sau đó cậu xem một bộ phim tiếng Đức, Wings of Desire, kể về một thiên thần rơi xuống Trái Đất.
Người mẹ nuôi của cậu, phi hành gia Kendra Wyndham, đã gọi video cho Nathaniel và giám đốc Genesis là Tom Chen để thông báo cho họ biết tình trạng trí thông minh phi thường của Gardner và cầu xin họ cho phép cậu bé đến Trái Đất. Nathaniel từ chối, bởi nếu vậy Gardner sẽ phải trải qua một cuộc phẫu thuật đầy nguy hiểm nhằm tăng mật độ xương của mình và sau đó còn phải được đào tạo để thích ứng với áp lực khí quyển của Trái Đất. Gardner vẫn quyết tâm thực hiện cuộc giải phẫu và sau khi được đào tạo, cậu, Kendra và một số phi hành gia khác lên tàu con thoi vũ trụ hướng về Trái Đất.
Vào ngày tàu con thoi vũ trụ đáp xuống, Nathaniel phát hiện ra rằng Gardner đang trên tàu. Ông giận dữ khiển trách Tom, người đã qua mặt ông ta về việc này. Bỏ qua sự tức giận của mình, Nathaniel thăm Gardner, lúc này đang bị cách ly ở NASA trong khi trải qua các thử nghiệm y khoa để xác định liệu cậu có phù hợp với cuộc sống trên Trái Đất hay không. Sau khi Kendra đến thăm, Gardner đã biết được rằng cậu không phù hợp với cuộc sống trên Trái Đất. Tuyệt vọng, Gardner đã táo bạo bỏ trốn và đi nhờ xe một quãng đường dài để tìm Tulsa. Khi nhìn thấy cậu, Tulsa đã đánh cậu vì cô làm cô buồn, vì "Gardner đãm bám lấy tâm trí của cô ấy trong 7 tháng". Tuy nhiên, Tulsa tha thứ cho cậu và Gardner đã thuyết phục được cô đồng ý giúp anh tìm được cha mình. Họ tạt qua nhà cô bé để lấy đồ tiếp liệu cho cuộc hành trình, nhưng lại bị Nathaniel và Kendra tìm thấy. Trong khi cố gắng thuyết phục cậu trở lại NASA, Gardner giận dữ chất vấn Kendra - lúc này đã thừa nhận rằng bà không muốn có con, và cậu trốn thoát với Tulsa trên một chiếc máy bay cũ mà cha nuôi của cô đang làm việc. Máy bay đột ngột mất áp suất dầu trong khi vẫn còn trên bầu trời. Tulsa quyết định đáp mạnh máy bay vào một chuồng trại cũ bỏ hoang, điều này gây ra một vụ nổ lớn bốc lửa. Họ trốn thoát an toàn đến một quán ăn tối, nơi họ xác định vị trí của pháp sư chủ trì hôn lễ của cha mẹ Gardner tên là Shaman Neka.
Tin rằng Gardner đã chết, Nathaniel rất đau buồn và Kendra giận dữ với ông. Sau khi phát hiện ra rằng không có xác nào được tìm thấy trong đống đổ nát, họ nhận được một tin tức kinh khủng - cơ thể của Gardner chứa hàm lượng troponin cao nguy hiểm, có nghĩa là cậu có một trái tim to bất thường. Trái tim của cậu không thể chịu được áp lực khí quyển của Trái Đất và vì vậy Gardner phải quay về sao Hỏa ngay lập tức nếu cậu muốn sống sót. Cuộc tìm kiếm được tiếp tục và họ tìm ra cảnh quay CCTV của Gardner và Tulsa trong bãi đậu xe ở siêu thị, nơi họ đã mua quần áo và đồ tiếp liệu cho cuộc hành trình. Trong suốt hành trình, Gardner nói với Tulsa sự thật - rằng cậu đã được sinh ra và lớn lên trên sao Hỏa. Không muốn chấp nhận sự thật, cô ép cậu ta ra khỏi xe nhưng sau đó lại tha thứ cho Gardner vì cậu hứa sẽ không bao giờ nói dối cô lần nữa, dù cô vẫn không tin cậu.
Vào ban đêm, họ cắm trại dưới ánh sao, nơi mà họ ngủ với nhau. Vào buổi sáng, họ được phát hiện ra bởi một người đi theo Shaman Neka và được mang đến chỗ ông ta. Ông đồng ý giúp họ. Mũi của Gardner bắt đầu chảy máu, cậu cố che giấu điều này trong khi Tulsa đang truy cập hồ sơ để có được vị trí của ngôi nhà ven biển ở Summerland, California.
Trước khi bắt đầu cuộc hành trình, họ thực hiện một đường vòng để đi qua Las Vegas. Mũi của Gardner bắt đầu chảy máu lại, cậu ngất xỉu và được đưa đến bệnh viện. Sau khi nhìn thấy các ống carbon trong xương của Gardner trên bảng kết quả X quang tại bệnh viện, Tulsa nói với Gardner bây giờ cô đã tin rằng cậu được sinh ra trên sao Hỏa, nhưng cô lại có kế hoạch để lại cậu ta trong bệnh viện, bởi cậu quá ốm yếu để tiếp tục cuộc hành trình. Gardner tiết lộ rằng cậu biết cậu sẽ không còn tồn tại trên Trái Đất bao lâu nữa và tất cả những gì cậu ta muốn là gặp cha mình trước khi cậu ta chết. Tulsa đưa ra quyết định giúp cậu trốn thoát. Họ ăn cắp một chiếc ô tô và lái xe tới bãi biển. Ở đó, họ gặp người đàn ông trong video, người này đã tiết lộ rằng anh ta không phải là chồng của Sarah Elliot, nhưng là anh trai của cô ấy. Tuy nhiên, anh ta nghĩ rằng cả hai đang nói dối anh ta. Gardner chạy xuống biển và nói với Tulsa rằng đây là nơi mà cậu muốn chết. Cậu ngất xỉu. Tulsa điên cuồng cố gắng kéo cậu lên bờ, nhưng cậu quá nặng đối với Tulsa. Nathaniel và Kendra đến đúng lúc để cứu cậu. Sau khi Nathaniel thực hiện liệu pháp CPR với cậu, Gardner hỏi ông về mẹ Sarah và nói rằng cậu biết rằng Nathaniel là cha ruột của mình. Nathaniel, Kendra và Tulsa đưa Gardner lên phi thuyền Dream Chaser. Họ dự định phóng chiếc phi thuyền vào tầng bình lưu để ổn định sức khỏe của cậu. Bởi chỉ nhiêu đó vẫn chưa đủ tác dụng nên Nathaniel đã quyết định phóng phi thuyền ra hẳn vũ trụ trong tuyệt vọng. Không có trọng lực Trái Đất, Gardner hồi sinh.
Sau đó không lâu, Gardner lên một tàu không gian để trở lại sao Hỏa. Tulsa và Gardner đã chia tay trong xúc động. Kendra, người đang ở lại Trái Đất vì đã quyết định nghỉ hưu, đã nhận nuôi Tulsa. Quyết tâm gặp lại Gardner trên sao Hỏa, Tulsa tham gia chương trình đào tạo của Kendra. Trở lại sao Hỏa cùng với cha ruột Nathaniel của mình, Gardner rất vui khi được về nhà.

## Diễn viên
- Gary Oldman[2] vai Nathaniel Shepherd
- Asa Butterfield[3] vai Gardner Elliot
- Carla Gugino[2] vai Kendra Wyndham
- Britt Robertson[2] vai Tulsa
- B. D. Wong[4] vai Tom Chen
- Janet Montgomery[4] vai Sarah Elliot
- Trey Tucker[5] vai Harrison Lane
- Scott Takeda[6] vai Dr. Gary Loh
- Adande Thorne vai Scott Hubbard
- Colin Egglesfield vai Sarah's brother
- Gil Birmingham vai Shaman Neka
- Logan Paul vai Roger[7]

## Sản xuất
Năm 1999, hai hãng Universal Pictures và Mike Lobell Productions có sở hữu một kịch bản có tên Mainland có nội dung về một cậu bé được sinh ra trên Mặt Trăng luôn muốn được ghé thăm Trái Đất. Sau nhiều lần thất bại trong việc biên kịch lại kịch bản của Allison Burnet, đồng thời Lobell cũng rời Universal cho hợp đồng tại Castle Rock Entertainment, dự án bị bỏ ngỏ trong hơn một thập kỷ.
Ngày 13 tháng 3 năm 2014, The Tracking Board tiết lộ rằng một phim điện ảnh phiêu lưu khoa học viễn tưởng mang tên Out of This World đang ở trong quá trình sản xuất tại Relativity Media, với phần kịch bản được thực hiện bởi Allan Loeb. Sau đó vào tháng 8 năm 2014, thông tin cho biết Peter Chelsom, đạo diễn bộ phim Hector and the Search for Happiness của Relativity, đã được chỉ định ngồi ghế đạo diễn cho phim, và hãng Relativity sẽ đảm nhiệm vai trò sản xuất và phân phối. Richard B. Lewis từ Southpaw Entertainment sau đó được đưa vào vị trí nhà sản xuất cho phim.
Ngày 2 tháng 2 năm 2015, Asa Butterfield được tuyển vào vai nam chính của phim, một cậu bé được lớn lên trên Sao Hỏa, và đã đem lòng yêu một cô gái trên Trái Đất mà cậu quen được. Chelsom và Tinker Lindsay đã viết lại kịch bản phim. Ngày 13 tháng 7 năm 2015, hãng Relativity tuyên bố việc bán bản quyền dự án cho STX Entertainment nhằm tạo đồng thuận với các chủ nợ và cũng để tránh việc bị phá sản. STX chính thức trở thành nhà sản xuất và phân phối cho phim. Ngày 31 tháng 7 năm 2015, Gary Oldman, Carla Gugino và Britt Robertson tham gia dàn diễn viên của bộ phim, lúc đó vẫn chưa có tên chính thức. Robertson sẽ vào vai nhân vật nữ chính, một cô gái trẻ đến từ Colorado. Ngày 8 tháng 9 năm 2015, phim được chính thức xác nhận với tên "The Space Between Us", và B. D. Wong cùng Janet Montgomery cũng được xác nhận sẽ tham gia phim. Tới ngày 30 tháng 9 năm, 2015, Trey Tucker tham gia phim với vai một phi hành gia, và vào ngày 23 tháng 10 năm 2015, Scott Takeda được tuyển và phim với vai một bác sĩ.
Asa Butterfield trẻ hơn nữ diễn viên Britt Robertson tới bảy tuổi, trong khi hai nhân vật Gardner Elliot và Tulsa lại yêu nhau và đều là thiếu niên. Tuy nhiên trong một cuộc phỏng vấn Robertson đã giải thích rằng khoảng cách tuổi tác đã giúp ích rất nhiều cho việc phát triển mối quan hệ của Tulsa và Gardner. "Tôi không cho rằng Tulsa lại thực sự là một thiếu niên. Cô ấy có lẽ đã phải làm người lớn trong một khoảng thời gian dài. Cô ấy phải tự chăm lo cho chính bản thân mình. Cô ấy phải tự đi tìm chỗ ở, tự chi trả tiền thế chấp hay tiền gas. Cô ấy có suy nghĩ như một người trưởng thành. Đó là một sự tiến triển khi mà cô gần như phải chăm sóc toàn diện cho cậu ta. Đó là một điều đặc biệt khi cô dạy cho cậu ta về thế giới." 
Quá trình quay phim chính được bắt đầu diễn ra vào ngày 14 tháng 9 năm 2015 tại Albuquerque, New Mexico. Phần nhạc nền của phim được thực hiện bởi Andrew Lockington và được phát hành bởi hãng ghi âm Sony Music Entertainment.

## Phát hành
Tháng 8 năm 2015, STX Entertainment lên lịch khởi chiếu cho Khoảng cách giữa chúng ta vào ngày 29 tháng 7 năm 2016. Ngày công chiếu sau đó được đổi cho một phim khác của STX là Những bà mẹ "ngoan", và Khoảng cách giữa chúng ta được đẩy lịch xuống ngày 19 tháng 8 năm 2016. Tuy nhiên sau đó, Kubo và sứ mệnh samurai, Ben-Hur và Cộng sự hổ báo đều được lên lịch công chiếu từ ngày 19 tháng 8 năm 2016 nên STX Entertainment tiếp tục đẩy lùi ngày công chiếu xuống 21 tháng 12 năm 2016 nhằm cho thêm thời gian cho phần hiệu ứng hình ảnh. Ngày công chiếu của phim sau đó được đẩy lên 16 tháng 12 năm 2016, và cuối cùng được chính thức công chiếu vào ngày 3 tháng 2 năm 2017. Tại Việt Nam, phim được công chiếu vào ngày 24 tháng 3 năm 2017.

### Doanh thu phòng vé
Khoảng cách giữa chúng ta thu về 7,9 triệu USD tại thị trường Mỹ và Canada, và 6,9 triệu USD tại thị trường quốc tế, với tổng mức doanh thu là 14,8 triệu USD so với kinh phí sản xuất lên tới 30 triệu USD.
Tại Bắc Mỹ, Khoảng cách giữa chúng ta được công chiếu cùng với Vòng tròn tử thần và The Comedian, và được dự đoán sẽ thu về khoảng 8–10 triệu USD từ 2.812 rạp phim trong dịp cuối tuần đầu tiên ra mắt. Cuối cùng, phim thu về 1,4 triệu USD trong ngày đầu tiên công chiếu và 3,8 triệu USD sau ba ngay cuối tuần, về thứ 7 ở doanh thu phòng vé. Trong dịp cuối tuần thứ ba phim chỉ thu về 260.000 USD sau khi bị 2.441 rạp phim hủy toàn bộ các suất chiếu (giảm 84,6% xuống chỉ còn 331 rạp), trở thành phim có lượng hủy chiếu lớn thứ 6 trong lịch sử.

### Đánh giá chuyên môn
Trên hệ thống tổng hợp kết quả đánh giá Rotten Tomatoes, phim nhận được 17% lượng đồng thuận dựa theo 109 bài đánh giá, với điểm trung bình là 4,3/10. Các chuyên gia của trang web nhất trí rằng, "Khoảng cách giữa chúng ta" đã khiến cho mối tình xuyên không gian của cặp tình nhân trẻ bị mắc kẹt trong một biển rộng mênh mông nhàm chán của sự trơ trẽn và sẽ khiến cho những khán giả khoan dung nhất phải ra về." Trên trang Metacritic, phần phim đạt số điểm 33 trên 100, dựa trên 32 nhận xét, chủ yếu là những lời phê bình. Lượt bình chọn của khán giả trên trang thống kê CinemaScore cho phần phim điểm "A–" trên thang từ A+ đến F.
Viết cho trang IndieWire, David Ehrlich cho phim điểm "C," gọi bộ phim là "một chuyện tình khoa học viễn tưởng có nền tảng tốt nhưng không có định hướng". Nhà phê bình Kevin Maher có một bài đánh gay gắt cho phim trên tờ The Times, viết rằng bộ phim "chỉ đáng chú ý với một vài chi tiết khoa học tồi tệ khủng khiếp và cả một sự nghiệp diễn xuất yếu kém của Gary Oldman".

## Giải thưởng
| Giải thưởng             | Hạng mục                                           | Đề cử                     | Kết quả | Nguồn  |
| ----------------------- | -------------------------------------------------- | ------------------------- | ------- | ------ |
| Teen Choice Awards 2016 | Lựa chọn nữ diễn viên phim điện ảnh: AnTEENcipated | Britt Robertson           | Đề cử   | [ 27 ] |
| Teen Choice Awards 2017 | Lựa chọn phim khoa học viễn tưởng                  | Khoảng cách giữa chúng ta |         |        |
| Teen Choice Awards 2017 | Lựa chọn nam diễn viên phim khoa học viễn tưởng    | Asa Butterfield           |         |        |